# Gil Scott-Heron
Gil Scott-Heron (Chicago, 1 de abril de 1949 — Nova York, 27 de maio de 2011) foi um músico e poeta, conhecido no final da década de 1960 e princípio dos anos 1970 por suas atuações de poesia cantada e falada misturando ritmos como Jazz, Funk, Soul e ritmos latinos, relacionadas com os ativistas militantes afro-americanos. Heron é famoso pelo seu poema/canção "The Revolution Will Not Be Televised", em português, "A revolução não será televisionada".

## Biografia
Nasceu em Chicago, Illinois, mas passou sua infância no Tennessee e mais tarde mudou-se para o Bronx, onde cursou seus estudos secundários. Estudou por um ano na Lincoln University (na Pennsylvania), publicou sua primeira novela, The Vulture, que foi bem recebida.
Aos 13, foi viver com a mãe em Nova York, no bairro negro do Bronx. Na escola particular, estudou a produção literária dos autores brancos. E nas ruas e bibliotecas públicas, seguiu os passos dos expoentes do chamado Harlem Renaissance (período de grande efervescência da literatura afro-americana, no entre-guerras).
Aos 21 anos, Scott-Heron sabia que os paradigmas da comunidade negra dos anos 60 "viveram rápido e morreram jovens", para usar um slogan da época.
Começou sua carreira musical em 1970 com o LP Small Talk at 125th and Lenox. O álbum incluía canções agressivas contra os meios de comunicação corporativos manejados por brancos, a superficialidade da televisão e o consumismo, e a ignorância da classe média dos Estados Unidos sobre os problemas sociais na época.
Em 2001, após um grande hiato pontuado por queixas de agressão pela ex-mulher e excessos variados, Scott-Heron voltou a se apresentar ao vivo. Recentemente Scott-Heron lançou o disco inédito I'm New Here, de 2010, pela XL Recordings, o álbum recebeu boas criticas, e foi pontuado com 8.3 pela Pitchfork.
Scott-Heron é visto como um dos fundadores do rap.
No dia 27 de maio de 2011, Gill Soctt-Heron faleceu, aos sessenta e dois anos de idade, em Nova York, após retornar de uma turnê. Faleceu com pneumonia, relacionada a AIDS, tendo descoberto o virus do HIV anos atrás.

## Discografia
- Small Talk at 125th & Lenox Ave (1970; Flying Dutchman Records)
- Pieces of a man (1971; Flying Dutchman Records)
- Free Will (1972; Flying Dutchman Records)
- Winter in America (1974; Strata-East Records)
- The Revolution will not be Televised (1974; Flying Dutchman Records)
- The first minute of a new day - The Midnight Band (1975; Arista Records)
- From South Africa to South Carolina (1975; Arista Records)
- It's your world (1976; Arista Records), Live
- Bridges (1977; Arista Records)
- Secrets (1978; Arista Records)
- The mind of Gil Scott-Heron (1979; Arista Records)
- 1980 (1980; Arista Records)
- Real eyes (1980; Arista Records)
- Reflections (1981; Arista Records)
- Moving target (1982; Arista Records)
- The best of Gil Scott-Heron (1984; Arista Records)
- Tales of Gil Scott-Heron and his Amnesia Express (1990; Arista Records)
- Glory - the Gil Scott-Heron collection (1990; Arista Records)
- Minister of Information (1994; Peak Top Records)
- Spirits (1994; TVT Records)
- The Gil Scott-Heron collection sampler: 1974-1975 (1998; TVT Records)
- Ghetto Style (1998; Camden Records)
- Evolution and Flashback: The Very Best of Gil Scott-Heron (1999; RCA)
- I'm New Here (2010; XL Recordings)

## Livros
- Small Talk at 125th and Lenox: a Collection of Black Poems. World Publishing Co., New York 1970
- Abutre Conrad Editora, São Paulo 2003, ISBN 8587193600
- The Nigger Factory. Dial Press, New York 1972, ISBN 0862415276
- So Far, So Good. Third World Press, Chicago 1990, ISBN 0883781336
- Now and Then: The Poems of Gil Scott-Heron. Canongate Publishing Ltd., Edinburgh 2001, ISBN 086241900X

## Filmes sobre Heron
- Black Wax, 1982 Washington D.C.
- Gil Scott-Heron and his Amnesia Express - Tales of Gil (1991)
- Freedom Beat, The Video Image Entertainment (1988)
- No Nukes, CBS/Fox Video (1979)
- Jazz Shorts, Rhapsody Films, Inc.

### Oficiais
- Página oficial
- Gil Scott-Heron no site da XL Recordings
- Gil Scott-Heron no Myspace
- Gil Scott-Heron (em inglês) no AllMusic
- Gil Scott-Heron (em inglês) no Discogs
- Discografia de Gil Scott-Heron no MusicBrainz
- Gil Scott-Heron no Last.fm